# شارل دو روشفور
شارل دو روشفور (فرانسوی: Charles de Rochefort‎؛ ۷ ژوئیهٔ ۱۸۸۷ – ۳۱ ژانویهٔ ۱۹۵۲) هنرپیشه فیلم‌های صامت اهل فرانسه بود. وی بین سال‌های ۱۹۱۱ تا ۱۹۳۲ میلادی در ۳۴ فیلم بازی کرد.
از فیلم‌هایی که وی در آن نقش داشته است می‌توان به ده فرمان و تقلب اشاره کرد.